# 23904 Емітанґ
23904 Емітанґ (1998 SE70, 1978 WF10, 2000 AV134, 23904 Amytang) — астероїд головного поясу, відкритий 21 вересня 1998 року.
Тіссеранів параметр щодо Юпітера — 3,402.